# Золота сицилійська булла
Золота сицилійська булла (чеськ. Zlatá bula sicilská, лат. Bulla Aurea Siciliæ) — три документи, що являють собою єдине ціле, дані 26 вересня 1212 року в Базелі римським (німецьким) королем Фрідріхом II Гогенштауфеном, який одночасно був королем Сицилійським (майбутнім імператором Священної Римської імперії) королю Богемії Пржемислу Оттокару I, а також дарували ряд привілеїв. Назву отримала через те, що документи були скріплені золотою печаткою короля Сицилії із зображенням бика (лат. bula).

## Історія створення документа
Вже один із предків Пржемисла Оттокара I, Вратислав II (1035—1092), був 15 червня 1085 коронований як король Богемії у Празі трірським архієпископом Егільбертом. Однак, цей титул не був спадковим. Тільки онук Вратислава, Владислав II (близько 1110 — 1174), зміг в 1158 отримати королівський титул, але йому не вдалося забезпечити його для свого спадкоємця Фрідріха (Бедржиха).
15 серпня 1198 року за рішенням Філіпа Швабського, син Владислава II Пржемисл Оттокар I, який підтримав Філіпа у боротьбі за імперську корону, був коронований у Майнці як король Богемії. З цієї нагоди Богемії було надано низку привілеїв. Сам документ, у якому було записано привілеї, не зберігся, але його відгомони можна знайти в Золотій сицилійській буллі. Згідно з отриманими привілеями, влада короля в Чехії стала спадковою. Крім того, за королем закріплювалося також право світської інвеститури на призначення чеських єпископів.
Пізніше, вміло використовуючи боротьбу за титул імператора Священної Римської імперії між Вельфами та Гогенштауфенами, йому вдалося розширити свої привілеї. У 1211 році Пржемисл Оттокар серед кількох імперських князів очолив коаліцію, яка повстала проти імператора Оттона IV Брауншвейзького, спираючись на авторитет папи і короля Франції Філіпа II Августа. У результаті королем Німеччини на зборах князів у Нюрнберзі було обрано короля Сицилії Фрідріха II Гогенштауфена. На початку 1212 року він прибув до імперії, де кількість його прихильників поступово зростала. Під час цієї подорожі він став винагороджувати найбільш відданих прихильників, до яких увійшли та Пржемисл Оттокар зі своїм братом, маркграфом Моравським Владиславом Генріхом.
26 вересня 1212 року у Базелі Фрідріх II видав Пржемислу Оттокару I та Владиславу Генріху три документи, які були скріплені золотою печаткою короля Сицилії із зображенням бика (лат. bula). Через цей друк ці документи увійшли в історію як «Золота сицилійська булла». Оскільки в імперії в ті часи не існувало особливого друку, Фрідріх II використовував для документів, що видаються ним, особистий друк. Всі ці документи доповнюють один одного, по суті є єдиним цілим. Ймовірно, чорновий варіант його було створено у Чехії, проте не зберігся.

## Зміст документа
На титульному аркуші булли написано латиною: «Fredericus divina favente clementia Romanorum imperator electus et semper augustus, rex Sicilie, ducatus Apulie et principatus Capue». Золота сицилійська булла в першу чергу регулювала становище чеського короля, і взаємини чеської держави та Священної Римської імперії. Крім того, Пржемисл Оттокар отримав підтвердження спадкового королівського титулу для себе і для своїх нащадків, підтвердження вільного вибору королів Чехії, а також право світської інвеститури для єпископів Праги та Оломоуца, встановлювалися межі королівства, визнавався повний суверенітет князів у їхніх володіннях, узаконювала війни між феодалами, і заборонялося містам укладати союзи. Брат Пржемисла Оттокара, Владислав Генріх, отримав підтвердження свого становища маркграфа Моравського, васала короля Богемії (Чехії).
Відповідно до булли, Богемія та Моравія стали неподільною державою у складі Священної Римської імперії. Король Богемії тепер не призначався імператором, а був зобов'язаний відвідувати засідання рейхстагу, що проходять поблизу чеського кордону. Крім того, король Богемії ставав одним з курфюрстів, які обирали імператора, і був зобов'язаний забезпечити обраного імператора 300 охоронцями для супроводу його в Рим для коронації.
Надалі — в Золотій буллі, даній імператором Карлом IV, який одночасно був королем Богемії, права Богемської (Чеської) корони було розширено, а землі держави було виведено з юрисдикції Священної Римської імперії[джерело?].